# Carlos García Pierna
Carlos García Pierna (Tres Cantos, 23 juli 1999) is een Spaans wielrenner die in 2021 prof werd bij Equipo Kern Pharma. Na vier seizoenen bij die ploeg maakte hij in 2025 de overstap naar Burgos Burpellet BH. Zijn jongere broer Raúl is ook wielrenner, evanals Hun vader Felix García Casas dat was.

## Carrière
In 2020 werd García Pierna achtste in het nationale wegkampioenschap bij de beloften. Een week later stond hij aan de start van de Ronde van Italië voor beloften, waar hij op de dertiende plaats in het klassement eindigde.
Ondanks een stage het jaar ervoor bij Caja Rural-Seguros RGA, werd García Pierna in 2021 prof bij Equipo Kern Pharma. Zijn debuut voor de ploeg maakte hij in de Clásica de Almería, waar hij eindigde op plek 122. Later dat jaar nam hij onder meer deel aan de Ronde van Valencia en de Ronde van Burgos. In 2022, zijn tweede profjaar, werd García Pierna negende in de GP Industria en maakte hij zijn debuut in de World Tour: in de Ronde van Romandië eindigde hij, op meer dan half uur van winnaar Aleksandr Vlasov, op plek 75.
In 2025 maakte García Pierna de overstap naar Burgos Burpellet BH. Zijn debuut voor de ploeg maakte hij in de Clàssica Camp de Morvedre, waar hij zestiende werd.

## Palmares
2023
Bergklassement Route d'Occitanie
2024
Bergklassement Ronde van Cova da Beira
2025
Bergklassement Ronde van Burgos

### Resultaten in voornaamste wedstrijden
|      | \| Jaar \| Clásica San Sebastián \| \| ---- \| --------------------- \| \| 2024 \| 55e \| \| 2025 \| opgave \| |
| Jaar | Clásica San Sebastián                                                                                          |
| 2024 | 55e |
| 2025 | opgave |

## Ploegen
- 2020 –  Caja Rural-Seguros RGA (stagiair vanaf 1 augustus)
- 2021 –  Equipo Kern Pharma
- 2022 –  Equipo Kern Pharma
- 2023 –  Equipo Kern Pharma
- 2024 –  Equipo Kern Pharma
- 2025 –  Burgos Burpellet BH

Adrià · Agirre · Araiz · Arrieta · Berrade · Carboni (vanaf 9/9) · Carretero · J. Castrillo · Cobo · Galván · C. García Pierna · R. García Pierna · Jaime · D. Lopez · J. López · Marquez · Mendez · Miquel · Moreno · Novikov · Parra · Řepa · Ruiz · Sánchez · van der Tuuk · P. Castrillo (stagiair) · Fernandez (stagiair) · Retegi (stagiair)
Adrià · Agirre · Arrieta · Berrade · Carboni · Carretero · Castrillo · Cobo · Elosegui · Galván · C. García Pierna · R. García Pierna · Jaime · López · Marquez · Miquel · Parra · Řepa (tot 2/5) · Retegi · Ruiz · Sánchez · van der Tuuk · Aznar (stagiair) · Carrascosa (stagiair) · Dorenbos (stagiair)
Agirre · H. Aznar · U. Aznar · Berrade · Brustenga · Castrillo · Cobo · Elosegui · Fernández · Galván · García Pierna · Gutiérrez · Iribar · Jaime · López · Marquez · Miquel · Parra · Retegi · Ruiz · Sánchez · Soto · Uriarte · van der Tuuk · Azanza (stagiair) · Carrascosa (stagiair) · Etxeberria (stagiair)